# Le Voyageur malchanceux
Le Voyageur malchanceux est un roman picaresque de Thomas Nashe paru en 1594 sous le titre originel The Unfortunate Traveller.